# Pilisszentkereszt, Pesta
Pilisszentkereszt (în slovacă Mlynky) este un sat în districtul Szentendre, județul Pesta, Ungaria, având o populație de 2.230 de locuitori (2011).

## Demografie
Componența etnică a satului Pilisszentkereszt
     Maghiari (75,22%)
     Slovaci (20,44%)
     Germani (2,88%)
     Necunoscut (1,05%)
     Alții (0,41%)
Componența confesională a satului Pilisszentkereszt
     Romano-catolici (59,78%)
     Fără religie (7,53%)
     Reformați (5,61%)
     Atei (1,17%)
     Necunoscută (25,25%)
     Alte religii (1,35%)
Conform recensământului din 2011, satul Pilisszentkereszt avea 2.230 de locuitori. Din punct de vedere etnic, majoritatea locuitorilor (75,22%) erau maghiari, existând și minorități de slovaci (20,44%) și germani (2,88%). Apartenența etnică nu este cunoscută în cazul a 1,05% din locuitori.  Din punct de vedere confesional, majoritatea locuitorilor (59,78%) erau romano-catolici, existând și minorități de persoane fără religie (7,53%), reformați (5,61%) și atei (1,17%). Pentru 25,25% din locuitori nu este cunoscută apartenența confesională.